# Mischocyttarus illusorius
Mischocyttarus illusorius är en getingart som beskrevs av Richards 1978. Mischocyttarus illusorius ingår i släktet Mischocyttarus och familjen getingar. Inga underarter finns listade i Catalogue of Life.